# Eisenbahnunfall von Terra Cotta
Der Eisenbahnunfall von Terra Cotta, Washington, D.C., war ein Auffahrunfall am 30. Dezember 1906 aufgrund schlechter Sicht, eines überfahrenen, „Halt“ gebietenden Signals und übermüdeten Personals. 53 Tote waren die Folge.

## Ausgangslage
Der Haltepunkt Terra Cotta lag am Rand von Washington, D.C., an der Metropolitan Branch der Baltimore and Ohio Railroad, in der Nähe der heutigen U-Bahn-Station Fort Totten der Washington Metro. Der Haltepunkt lag damals recht isoliert und diente nur den Mitarbeitern der Potomac Terra Cotta Company zum Ein- und Aussteigen. Die Strecke war mit Streckenblock gesichert. Der Blockabschnitt Terra Cotta war durch ein Signal nach hinten gegen den Blockabschnitt Takoma Park abgesichert. Von 18 Uhr 30 bis 6 Uhr 30 war der Bahnhof Takoma Park allerdings nicht mit Personal besetzt. Das Signal wurde dann ausgeschaltet und der Blockabschnitt Takoma Park mit dem vorhergehenden Blockabschnitt Silver Spring zu einem einzigen Blockabschnitt zusammengeschaltet.
Ein Personenzug von Frederick, Maryland, kam mit 200 Reisenden und etwa 15 Minuten Verspätung im Haltepunkt Terra Cotta an und hielt dort planmäßig. Der Zug bestand aus der Lokomotive und drei anhängenden hölzernen Reisezugwagen.
Diesem folgte auf der Strecke ein Zug mit sechs leeren Wagen, der von einer schweren Lokomotive gezogen wurde. Deren Lokomotivführer hatte seit 33 Stunden durchgehend Dienst und seit 57 Stunden keine volle Nacht mehr durchgeschlafen. An diesem Abend war es sehr nebelig.

## Unfallhergang
Das Signal, das die Einfahrt in den Blockabschnitt Takoma Park am Ende des Blockabschnitts Silver Spring regelte, zeigte für den Leerzug „Fahrt frei“, das Signal, das den Blockabschnitt ‘‘Terra Cotta’’ gegen den Blockabschnitt Takoma Park absicherte, dagegen „Halt“. Der Leerzug fuhr gleichwohl daran vorbei. Der Lokomotivführer sagte später aus, er habe die Geschwindigkeit verringert, das Signal aber nicht gesehen. In dieser Situation hätte er vorschriftsmäßig halten müssen, fuhr aber mit unverminderter Geschwindigkeit weiter, weil er annahm, dass die beiden Blockabschnitte schon zusammengeschaltet seien und das Signal „Fahrt frei“ an der Einfahrt in den Blockabschnitt Takoma Park ihm freie Fahrt auch in den Blockabschnitt Terra Cotta gewähre. Die Mitarbeiter des Bahnhofs Takoma Park telegrafierten den Vorfall sofort an die Kollegen im Haltepunkt Terra Cotta, was aber nichts mehr nutzte.
Um 18 Uhr 31, als der Personenzug gerade anfuhr, um den Haltepunkt Terra Cotta wieder zu verlassen, fuhr der Leerzug ungebremst mit etwa 100 km/h von hinten in die hölzernen Wagen hinein. Die schwere Lokomotive, die selbst nahezu unbeschädigt blieb, spaltete einen Wagen, so dass eine Hälfte links, die andere rechts vom Gleis liegen blieb und zersplitterte die übrigen. Die Wucht des Aufpralls war so stark, dass Fahrzeug- und Leichenteile in einen Umkreis von mehr als 400 Metern geschleudert wurden.
Da der Haltepunkt Terra Cotta abgelegen war, dauerte es eine Weile, bis zunächst von dem 1,5 km entfernten Brookland erste Hilfe kam und nahezu eine Stunde, bis ein Hilfszug aus Washington eintraf, der die Verletzten nach einer weiteren Stunde nach Washington fuhr.

## Folgen
Das Personal des Leerzuges wurde zwar in einem Strafprozess freigesprochen, aber die Interstate Commerce Commission (ICC) warf ihnen gleichwohl Fahrlässigkeit vor. Sie kritisierte aber auch die Bahngesellschaft wegen der Bedingungen, unter denen die Eisenbahner arbeiten mussten und die Sicherheit garantieren sollten. Das ICC untersagte darüber hinaus, künftig noch hölzerne Reisezugwagen in Dienst zu stellen.